# 镇江博物馆

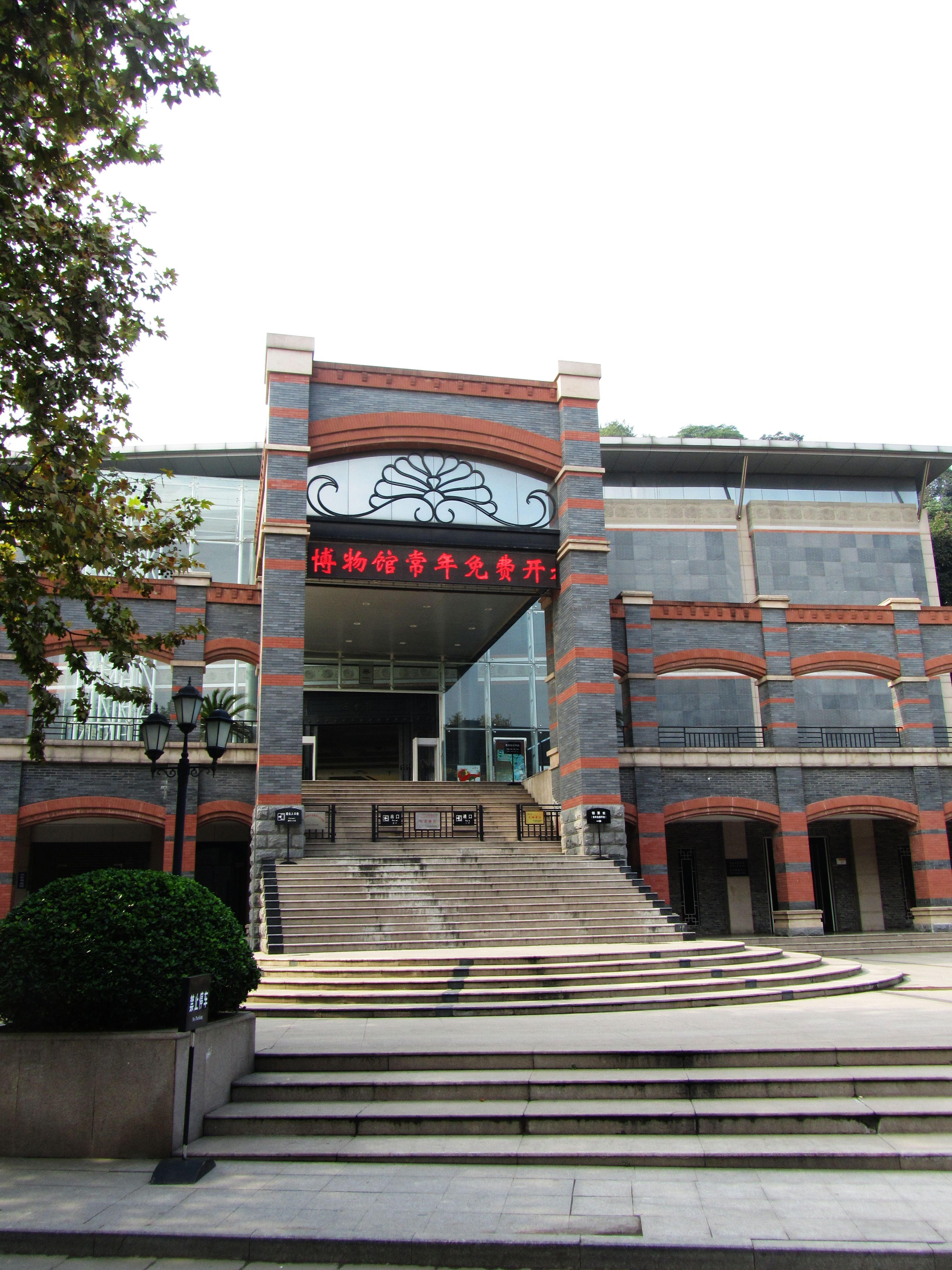
镇江博物馆新馆

鎮江博物館是一座集鎮江地區的地方歷史資料和藝術文化的綜合博物館。

## 历史
成立於1958年。原址是英國駐鎮江領事館，佔地29000平方米。属于当年镇江英租界的一部分。

## 建築
建筑风格为外廊式殖民地样式，流行于英国在印度和东南亚的殖民地。五幢樓宇依山而建，错落有致，1995年建成了1780平方米文物库房，馆舍面积达到3500平方米，1996年11月被国务院颁布为全国重点文物保护单位。截至2024年5月，共包括6号馆，8号馆，陆小波故居，镇江赛珍珠故居，梦溪园，此外，2021年，该馆实施的京口闸遗址展示区开放。

## 收藏文物
- 數量：近3万件，一级文物82件（套）、二级文物317件（套）
- 朝代：由古代至清代，其中吴国青铜器、六朝青瓷器、唐代金银器、宋代丝绸服饰、京江画派独具特色。

1. ↑  . 2017-11-09  [2022-04-06].
2. ↑  . 镇江博物馆. （原始内容存档于2024-05-07）.
3. ↑  . 镇江博物馆. （原始内容存档于2024-05-07）.